# 우스이 겐페이
우스이 겐페이(일본어: 碓井 健平, 1987년 5월 15일 ~ )는 일본의 전 축구 선수이다.

## 구단 경력
그는 2010년부터 2017년까지 J리그의 시미즈 에스펄스, 제프 유나이티드 지바, FC 마치다 젤비아에서 활동하였다.